# Episodi di No Time for Sergeants
La prima e unica stagione della serie televisiva No Time for Sergeants è andata in onda negli Stati Uniti dal 14 settembre 1964 al 3 maggio 1965 sulla ABC.
| nº | Titolo originale                              | Prima TV USA      |
| -- | --------------------------------------------- | ----------------- |
| 1  | The Permanent Recruit                         | 14 settembre 1964 |
| 2  | Blue's Wild Yonder                            | 21 settembre 1964 |
| 3  | Bloodhounds Are Thicker Than Water            | 28 settembre 1964 |
| 4  | Grandpa's Airlift                             | 5 ottobre 1964    |
| 5  | Two Aces in the Hole                          | 12 ottobre 1964   |
| 6  | The Spirit of 75                              | 19 ottobre 1964   |
| 7  | Bully for Ben                                 | 26 ottobre 1964   |
| 8  | Will Gets a Right-Hand Man                    | 2 novembre 1964   |
| 9  | Have No Uniform Will Travel                   | 9 novembre 1964   |
| 10 | The Farmer in the Deal                        | 16 novembre 1964  |
| 11 | Will Goes to Washington                       | 23 novembre 1964  |
| 12 | The $100, 000 Canteen                         | 30 novembre 1964  |
| 13 | O Krupnick, My Krupnick                       | 7 dicembre 1964   |
| 14 | Do Me a Favor and Don't Do Me Any             | 14 dicembre 1964  |
| 15 | Stockdale's Island                            | 21 dicembre 1964  |
| 16 | Stockdale's Millions                          | 28 dicembre 1964  |
| 17 | Two for the Show                              | 4 gennaio 1965    |
| 18 | The Living End                                | 11 gennaio 1965   |
| 19 | My Fair Andy                                  | 18 gennaio 1965   |
| 20 | Stockdale, General Nuisance                   | 25 gennaio 1965   |
| 21 | Too Many Stockdales                           | 1º febbraio 1965  |
| 22 | A Hatful of Muscles                           | 8 febbraio 1965   |
| 23 | Where There's a Way, There's a Will Stockdale | 15 febbraio 1965  |
| 24 | It Shouldn't Happen to a Sergeant             | 22 febbraio 1965  |
| 25 | How Now, Brown Cow                            | 1º marzo 1965     |
| 26 | The Case of the Revolving Witness             | 8 marzo 1965      |
| 27 | The Sergeant's Kimono                         | 15 marzo 1965     |
| 28 | Stockdale of the Stockade                     | 22 marzo 1965     |
| 29 | Will's Misfortune Cookie                      | 29 marzo 1965     |
| 30 | The Day Blue Blew                             | 5 aprile 1965     |
| 31 | Whortleberry Roots for Everyone               | 12 aprile 1965    |
| 32 | Andy Meets His Match                          | 19 aprile 1965    |
| 33 | Target: Stockdale                             | 26 aprile 1965    |
| 34 | The Velvet Wiggle                             | 3 maggio 1965     |

## The Permanent Recruit
- Prima televisiva: 14 settembre 1964

### Trama
- Guest star: Laurie Sibbald (Milly Anderson), Addison Richards (colonnello Saunders), Greg Benedict (Wally Blanchard), Andy Clyde (nonno Jim Anderson), Michael McDonald (Jack Langdon), Kevin O'Neal (Ben Whitledge), Eddie Quillan (Cook), Paul Smith (capitano Martinson)

## Blue's Wild Yonder
- Prima televisiva: 21 settembre 1964

### Trama
- Guest star: Bill Zuckert

## Bloodhounds Are Thicker Than Water
- Prima televisiva: 28 settembre 1964

### Trama
- Guest star: Arte Johnson

## Grandpa's Airlift
- Prima televisiva: 5 ottobre 1964

### Trama
- Guest star: Hayden Rorke (colonnello Farnsworth), John Qualen (dottor Grant), Kevin O'Neal (Amn. Ben Whitledge), Pedro Gonzalez Gonzalez (Manuel Ortega), Curtis Taylor (capitano Hughes)

## Two Aces in the Hole
- Prima televisiva: 12 ottobre 1964

### Trama
- Guest star: Alan Hewitt, Jerry Rannow

## The Spirit of 75
- Prima televisiva: 19 ottobre 1964

### Trama
- Guest star: Greg Benedict (soldato Blanchard), George Murdock (capitano Krupnick), Kevin O'Neal (soldato Ben Whitledge), Hayden Rorke (colonnello Farnsworth), Paul Smith (capitano Martin), Laurie Sibbald (Milly Anderson), Andy Clyde (nonno Jim Anderson), Michael McDonald (soldato Langdon), Joe E. Tata (soldato Neddick)

## Bully for Ben
- Prima televisiva: 26 ottobre 1964

### Trama
- Guest star:

## Will Gets a Right-Hand Man
- Prima televisiva: 2 novembre 1964

### Trama
- Guest star:

## Have No Uniform Will Travel
- Prima televisiva: 9 novembre 1964

### Trama
- Guest star: H.T. Tsiang, Paul Smith, Kevin O'Neal (Amn. Ben Whitledge), Sharon DeBord, John Harmon, John McCook (Jim Kinney), Beulah Quo, Laurie Sibbald, Frank Wilcox

## The Farmer in the Deal
- Prima televisiva: 16 novembre 1964

### Trama
- Guest star:

## Will Goes to Washington
- Prima televisiva: 23 novembre 1964

### Trama
- Guest star:

## The $100, 000 Canteen
- Prima televisiva: 30 novembre 1964

### Trama
- Guest star: Victor French (Leonard), Glenn Cannon (Walter), Kevin O'Neal (Amn. Ben Whitledge), Kathryn Minner (WAC)

## O Krupnick, My Krupnick
- Prima televisiva: 7 dicembre 1964

### Trama
- Guest star: Hayden Rorke (colonnello Farnsworth), George Murdock (capitano Krupnick), Kevin O'Neal (Amn. Ben Whitledge), Terry Becker (sergente), Mary Benoit, Ann McCrea (Amelia Taggert), Paul Smith (capitano Martin)

## Do Me a Favor and Don't Do Me Any
- Prima televisiva: 14 dicembre 1964

### Trama
- Guest star:

## Stockdale's Island
- Prima televisiva: 21 dicembre 1964

### Trama
- Guest star: Kevin O'Neal (Amn. Ben Whitledge), Ken Berry (Joe Dalrymple), Victoria Shaw (dottor Proxmire)

## Stockdale's Millions
- Prima televisiva: 28 dicembre 1964

### Trama
- Guest star: Ken Berry

## Two for the Show
- Prima televisiva: 4 gennaio 1965

### Trama
- Guest star: Kevin O'Neal (Amn. Ben Whitledge), Ken Berry, Hank Jones (George Winkler)

## The Living End
- Prima televisiva: 11 gennaio 1965

### Trama
- Guest star: Kevin O'Neal (aviere Ben Whitledge), Nicolas Coster

## My Fair Andy
- Prima televisiva: 18 gennaio 1965

### Trama
- Guest star: Claire Carleton, Fritz Feld

## Stockdale, General Nuisance
- Prima televisiva: 25 gennaio 1965

### Trama
- Guest star:

## Too Many Stockdales
- Prima televisiva: 1º febbraio 1965

### Trama
- Guest star: George Murdock (capitano Krupnick), Frank Ferguson, Stacey Gregg, Michael McDonald (soldato Langdon), Kevin O'Neal (soldato Ben Whitledge), Hayden Rorke (colonnello Farnsworth), Paul Smith (capitano Martin), Laurie Sibbald (Milly Anderson), Andy Clyde (nonno Jim Anderson), Greg Benedict (soldato Blanchard), Joe E. Tata (soldato Neddick)

## A Hatful of Muscles
- Prima televisiva: 8 febbraio 1965

### Trama
- Guest star: Laurie Sibbald (Millie Anderson), Kevin O'Neal (Amn. Ben Whitledge), George Ives (dottor Stone), Margaret Mason (Nancy Gordon), John McCook (aviere), Paul Smith (capitano Martin)

## Where There's a Way, There's a Will Stockdale
- Prima televisiva: 15 febbraio 1965

### Trama
- Guest star:

## It Shouldn't Happen to a Sergeant
- Prima televisiva: 22 febbraio 1965

### Trama
- Guest star: Hal Baylor, Claudia Bryar

## How Now, Brown Cow
- Prima televisiva: 1º marzo 1965

### Trama
- Guest star: Max Segar, Laurie Sibbald (Millie Anderson), Hayden Rorke (colonnello Farnsworth), Andy Clyde (nonno Jim Anderson), Michael McDonald (Jack Langdon), Kevin O'Neal (Ben Whitledge), Paul Smith (capitano Martin)

## The Case of the Revolving Witness
- Prima televisiva: 8 marzo 1965

### Trama
- Guest star: Karen Jensen, Alberto Morin, Burt Mustin

## The Sergeant's Kimono
- Prima televisiva: 15 marzo 1965

### Trama
- Guest star: Freddy Cannon, Bill Zuckert

## Stockdale of the Stockade
- Prima televisiva: 22 marzo 1965

### Trama
- Guest star: Terry Becker, Paul 'Mousie' Garner

## Will's Misfortune Cookie
- Prima televisiva: 29 marzo 1965

### Trama
- Guest star: Hope Summers, Paul Smith, Kevin O'Neal (Amn. Ben Whitledge), Greg Benedict, John Kellogg, Tommy Lee, Weaver Levy, Michael McDonald, Hayden Rorke, Laurie Sibbald, Joe E. Tata

## The Day Blue Blew
- Prima televisiva: 5 aprile 1965

### Trama
- Guest star: Alan Hewitt

## Whortleberry Roots for Everyone
- Prima televisiva: 12 aprile 1965

### Trama
- Guest star: Laurie Sibbald (Milly), Woodrow Parfrey (dottor Boggs), Richard Bakalyan (Stanley Swackheimer), Greg Benedict (Blanchard), Brena Howard (infermiera Watson), Byron Kane (Commentator), Paul Smith (capitano Martin)

## Andy Meets His Match
- Prima televisiva: 19 aprile 1965

### Trama
- Guest star: Mabel Albertson

## Target: Stockdale
- Prima televisiva: 26 aprile 1965

### Trama
- Guest star: Roy Gleason, Del Moore, Grace Lee Whitney

## The Velvet Wiggle
- Prima televisiva: 3 maggio 1965

### Trama
- Guest star: Greg Benedict (soldato Blanchard), George Murdock (capitano Krupnick), Kevin O'Neal (soldato Ben Whitledge), Hayden Rorke (colonnello Farnsworth), Paul Smith (capitano Martin), Laurie Sibbald (Milly Anderson), Andy Clyde (Jim Anderson), Michael McDonald (soldato Langdon), Sue Ane Langdon